# Abdelhakim Sefrioui
Abdelhakim Sefrioui (en arabe : عبد الحكيم صفريوي), né le 21 avril 1959 à Fès (Maroc), est un militant et imam islamiste intégriste, condamné pour association de malfaiteurs terroriste dans l'affaire Samuel Paty.
En 2004, il fonde le collectif Cheikh-Yassine, un mouvement pro-Hamas, qui est dissous en conseil des ministres le 21 octobre 2020.
Se revendiquant comme un représentant d'un éphémère Conseil des imams de France, il est décrit en 2010 par L'Express comme un adepte du double discours, opposé à l'islam modéré. Il est décrit comme un « vieux routard de l'islamisme en France » par Bernard Godard, ancien spécialiste de l'islam au ministère de l'Intérieur.
Le 17 octobre 2020, il est mis en garde à vue après l'assassinat de Samuel Paty, puis mis en examen le 21 octobre pour « complicité d'assassinat en relation avec une entreprise terroriste ». Le 20 décembre 2024, il est condamné dans le cadre de ce procès à 15 ans de réclusion criminelle. Il fait appel.

## Biographie

### Arrivée en France
Actif dans le militantisme islamiste en région parisienne depuis la fin des années 1980,, il obtient la nationalité française en se mariant avec une Française convertie à l'islam.

### Conseil des imams de France
Abdelhakim Sefrioui fait partie des membres fondateurs d’un Conseil des imams de France, dont il se revendique représentant en 2020 lors de sa campagne contre l'enseignant Samuel Paty. Ce conseil est un groupuscule fondé par Dhaou Meskine en 1992 ou 1993 et regroupant 13 représentants de mosquées de l'Île-de-France, du Nord et de Saint-Étienne. En 2003, alors que se pose la question de la formation des imams en France, ce groupuscule, qui revendique alors représenter « un tiers des cadres religieux musulmans exerçant en France », est un interlocuteur de Nicolas Sarkozy, qui assiste à son quatrième congrès. Il est alors soutenu par le Recteur de la Grande Mosquée de Paris, Dalil Boubakeur, lequel juge en 2020 qu'« ils ont été les premiers à se pavaner avec la barbe et à former des gens un petit peu radicaux et très hostiles, un peu comme le GIA, comme ces mouvements dangereux qui ont vécu en Algérie, mais aussi en France », ce qui fait dire au journal Marianne qu'il s'agit d'un groupe radical.
L'association est en sommeil depuis quelques années, et Le Figaro juge son audience « confidentielle ». Selon le fondateur et actuel secrétaire général de l'association, si Abdelhakim Sefrioui est toujours officiellement membre du bureau de l'association, « en attendant la restructuration de l’association, qui est en cours », « le Conseil des imams de France n’a pas autorisé M. Sefrioui à parler en son nom. Il y a cinq ans qu’on a arrêté de travailler avec lui. Nous avions des divergences de méthode ».

### Éditions et librairie Arrissala
En 2003, dans un entretien au magazine La Vie, il explique avoir été enseignant en informatique au sein de l'Éducation nationale française pendant quinze ans. Il dirige alors « la maison d'édition Arrissala, consacrée à l'islam et à la littérature orientale », ainsi que la librairie intégrée située rue Jean-Pierre-Timbaud (11e arrondissement de Paris) qui sert aussi de salle de prière et d'où « il mène des actions, donnant à ce lieu la réputation de bastion de l'islam rigoriste ». La librairie déménage à un moment à Montreuil. Gérant non associé, il en tire de faibles revenus jusqu'à sa fermeture en 2010.

### Activisme islamiste
Le 22 mars 2004, jour de l'assassinat du leader du Hamas Ahmed Yassine, Abdelhakim Sefrioui fonde le mouvement pro-Hamas Collectif Cheikh-Yassine. Ce collectif sans existence légale se positionne constamment contre les personnalités musulmanes jugées trop proches du gouvernement, et présente la communauté musulmane française comme systématiquement opprimée. Son épouse joue avec lui un rôle prééminent dans les activités de ce collectif.
Bernard Rougier considère Sefrioui comme « sulfureux » et le collectif Cheikh-Yassine (CCY) comme un « groupuscule », dont la « défense du Hamas sert d'utile paravent à de multiples causes ». Pour Gérard Davet et Fabrice Lhomme, c'est un collectif « anti-israélien ». Ce groupuscule gère un temps « le site de l'association cultuelle Ansar al-Haqq, une plateforme de recrutement pour partir faire le jihad ». En 2015, l'ancien policier Bernard Godard estimait que les mots d'ordre de ce collectif étaient « nettement antisémites ».
Au début des années 2000, il est président de l'association culturelle des musulmans des Ulis. Il organise en 2004 des manifestations et lance des appels à la prière sur la voie publique, pour obtenir la création d'une mosquée d'une taille un peu plus importante que celle accordée par le maire, n'hésitant pas à mentir aux fidèles sur le contenu des discussions avec la mairie pour mieux les mobiliser. Il perd la confiance de ces fidèles lorsqu'un conseiller municipal fréquentant la salle de prière l'accuse de manipulations lorsqu'il affirme notamment que leurs manifestations sont soutenues par le préfet. Il quitte alors l'association cultuelle. En 2005, il préface le livre du Frère musulman Youssef al-Qaradâwî, « un Frère musulman extrême » selon Hassen Chalghoumi.
En 2009, Sefrioui tente d'intimider le recteur de la Grande Mosquée de Paris, Dalil Boubakeur, après des propos de celui-ci appelant à l'amitié envers les juifs. Il organise un sit-in devant la mosquée, provoquant sa fermeture pendant six semaines.
C'est autour de cette période de manifestations qu'il rencontre sa future compagne, Ikram H., de 31 ans sa cadette, qui l'accompagnera régulièrement dans ses actions militantes, selon la presse qui suit le procès de 2024.
En 2010, il s'oppose violemment à l'imam de Drancy, Hassen Chalghoumi, réputé proche de la communauté juive et qui vient d'approuver une loi limitant le port du voile intégral. Tentant de déstabiliser l'imam Chalghoumi et de le faire destituer de son poste à la mosquée de Drancy, il est brièvement placé en garde à vue pour avoir manifesté et essayé d'organiser des groupes de prière sur le parking adjacent alors que son collectif est interdit de manifestation. L'année suivante, Chalghoumi est placé sous protection policière après des menaces proférées par Sefrioui et ses soutiens. Selon l'imam Chalghoumi, « on aurait dû interdire ses actions il y a bien longtemps ».
Le préfet de Seine-Saint-Denis et le directeur des renseignements généraux tentent alors, sans succès, d'obtenir une déchéance de nationalité.
Il est fiché pour « radicalisation à caractère terroriste » au fichier des signalements pour la prévention de la radicalisation à caractère terroriste.
Il entretient pendant quelque temps des relations informelles avec Mohamed Achamlane, le leader de Forsane Alizza, un groupuscule islamiste nantais dissous en mars 2012, avec qui il tente de faire pression en 2011 sur la proviseure du lycée de Saint-Ouen qui veut interdire le port des jupes longues.
Le 20 octobre 2020, Emmanuel Macron annonce la dissolution du collectif Cheikh-Yassine, « directement impliqué », selon lui, dans l'assassinat de Samuel Paty. Cette décision est validée en conseil des ministres le 21 octobre.

### Rapprochement avec les milieux d'extrême droite et négationnistes
En 2005, il se rapproche de Dieudonné, qui tente alors de présenter sa candidature à l'élection présidentielle. La même année, il fonde un « Comité sur le génocide en Palestine » avec Ginette Hess-Skandrani (qu'il aurait rencontrée lors de manifestations contre la guerre d'Irak) et Mondher Sfar, deux proches des milieux négationnistes. En 2006, il devient membre du bureau de campagne de Dieudonné,, bureau auquel participent « des militants d’extrême droite, des négationnistes et des islamistes radicaux » et pour lequel il est chargé des « liens arabo-musulmans ». Il l'introduit notamment au congrès de l'UOIF.
En 2009, il se trouve « aux côtés du site conspirationniste d’extrême droite Alter-info, poursuivi devant le tribunal pour antisémitisme. » Secrétaire d'Alter-info, il prend la défense du responsable du site dont il justifie les publications devant les caméras d'Arte, en criant « Est-ce que les juifs n'ont pas de mauvais ? Si ! ». La même année, il tente de se joindre à la manifestation du 10 janvier protestant contre l'opération Plomb durci, mais lui et son collectif Cheick Yassine sont rejetés du cortège officiel en raison de leur « réputation sulfureuse ». Il forme donc un cortège à part, aux côtés de Dieudonné et de deux membres du Front national, Frédéric Chatillon et Axel Loustau, où ils protestent contre le « génocide palestinien ». Sefrioui finit par s'éloigner de l'humoriste lors de sa campagne pour les élections européennes. Ses raisons diffèrent selon les versions : d'après les auteurs du livre La Galaxie Dieudonné, ce serait par stratégie, Sefrioui ayant jugé qu'une alliance avec d'anciens membres du FN n'était pas pertinente vis-à-vis de son public. D'après un militant ayant côtoyé Sefrioui à cette époque contacté par Mediapart, il aurait en fait été écarté de la liste au profit de Yahia Gouasmi.

## Assassinat de Samuel Paty

### Prise de position contre l'enseignant
Abdelhakim Sefrioui a été mis en examen pour « complicité d'assassinat » après l'assassinat commis le 16 octobre 2020 contre le professeur d'histoire-géographie du collège de Conflans-Sainte-Honorine Samuel Paty puis pour « association de malfaiteurs terroriste ».
Onze jours avant, le 5 octobre 2020, en référence au procès des attentats de janvier 2015, Samuel Paty, utilise deux caricatures de Mahomet dans le cadre du cours d'enseignement moral et civique (EMC) sur la liberté d'expression, thème au programme national. Il prévient ses élèves que tous ceux qui le souhaitent peuvent détourner le regard s'ils le préfèrent, sans avoir à donner de motif, par exemple s'ils se sentent choqués. Selon d'anciens élèves, il illustrait ce cours chaque année de manière identique sans que cela ait provoqué une quelconque réaction chez les élèves ou les parents.
Trois jours après, le 8 octobre, un parent d'élève, Brahim Chnina publie sur Facebook un texte qui calomnie le professeur d'histoire-géographie, et exhorte ses « frères et sœurs » à se plaindre au collège, à l'inspection académique, au ministre de l’éducation, à la présidence de la République et au CCIF, dont il laisse le numéro de téléphone.
Abdelhakim Sefrioui et le parent d'élève obtiennent une entrevue avec la principale du collège au cours de laquelle ils lui demandent de congédier l'enseignant « sous peine de manifestations ». Les deux hommes font fortement pression durant plusieurs jours, afin que l’enseignant soit limogé de l'Éducation nationale, venant à de multiples reprises devant le collège pour essayer de mobiliser d'autres parents contre Samuel Paty.
Au moins deux vidéos sont diffusées sur Internet, traitant le professeur, entre autres, de « voyou » et de « malade ». L'une d'entre elles provient du père de famille qui condamne l'utilisation de ces caricatures en traitant ensuite le professeur de « voyou ». Il accuse Samuel Paty d'avoir présenté aux élèves « la photo » d'un homme nu. Le 9 octobre, la vidéo est diffusée sur les réseaux sociaux, entre autres, par la Grande Mosquée de Pantin sur son site Facebook. Son responsable, Mohammed Henniche, indique qu'elle « est déjà virale dans les milieux musulmans » et très relayée sur WhatsApp. L'autre vidéo est enregistrée et diffusée par Sefrioui qui fait tout d'abord témoigner la fille du parent d'élève, qui dit combien elle a été choquée à la vue des « photos » alors qu'en réalité elle n'a pas assisté à ce cours. Il s'exprime ensuite face caméra, et parle d'un comportement « irresponsable et agressif » du professeur, conséquence selon lui de « l’appel du président de la République à haïr les musulmans ». « Ça fait cinq-six ans, explique-t-il, que des enfants de 12-13 ans, des musulmans, sont choqués, sont agressés, sont humiliés devant leurs camarades ». Selon LCI, sur les commentaires vidéos sont indiqués le nom du professeur et l’adresse de l’établissement.
Le parent d'élève polémiste porte ensuite plainte à la police pour « diffusion d'images pornographiques ». Il est avec sa fille qui ment en affirmant aux policiers avoir assisté au cours,. Alertée sur ce conflit, l'inspection académique conforte l'enseignant.
Le 12 octobre, auditionné par la police, Samuel Paty porte plainte à son tour « pour diffamation et dénonciation calomnieuse » mais, indique BFMTV, « pas pour violences ou menace ».

### Accusation d'association de malfaiteurs terroristes
Le 17 octobre, le lendemain de l'assassinat de Samuel Paty, Abdelhakim Sefrioui est mis en garde à vue pour 96 heures, afin de déterminer son rôle lors de l'enquête ouverte pour « assassinat en relation avec une entreprise terroriste » et « association de malfaiteurs terroriste criminelle ».
Il est mis en examen à l'issue de la garde à vue pour « complicité d’assassinat en relation avec une entreprise terroriste ». Son avocate Élise Arfi dénonce un « régime carcéral inhumain ».
En septembre 2023, Sefrioui fait partie des huit majeurs et six adolescents qui seront jugés pour l'assassinat de Samuel Paty, mais l'accusation de complicité est retirée au bénéfice de la seule « association de malfaiteurs terroristes », par laquelle il risque trente ans de prison. Les audiences débutent en novembre 2024 devant la Cour d'assises spéciale de Paris. Il y clame son innocence et se dit victime d'une « injustice implacable ». Pour Francis Szpiner, avocat de la famille Paty, « lorsque vous dites que quelqu'un a blasphémé, et que vous êtes un militant aguerri, avec une culture islamiste comme M. Sefrioui, vous savez que vous prononcez une condamnation à mort. Vous ne savez pas quand elle sera exécutée, par qui elle sera exécutée, mais vous savez qu'elle sera prononcée ». Pour les avocats de Sefrioui, ce dernier n'avait aucune intention de s'associer avec des terroristes, et ils demandant le requalification en faveur du délit de « mise en danger délibérée d’autrui ».
Le 16 décembre, le parquet requiert douze années de détention à son encontre : « La force des mots, cela fait des années qu’il en éprouve et en maîtrise les contours. Il joue avec le feu pendant vingt ans et, le jour de l’incendie, il explique à tous qu’il ignorait que le feu pouvait bruler ». Pour l'accusation, en « allumant des milliers de mèches numériques », il établissait « un lien certain entre leur comportement et un crime terroriste à venir ». Le 20 décembre, la Cour d'assises va au-delà des réquisitions et le condamne à quinze années de réclusion criminelle. Abdelhakim Sefrioui, qui se considère comme un « prisonnier politique », fait appel pour un procès prévu début 2026.